# Иноземка
Иноземка — деревня в Тульской области России.
В рамках административно-территориального устройства входит в Пушкарский сельский округ Ефремовского района, в рамках организации местного самоуправления входит в муниципальное образование город Ефремов со статусом городского округа.

## География
Расположена на правом берегу р. Красивая Меча (приток Дона), на южной границе  города Ефремов.

## Население
| 2002 | 2004 | 2010 |
| ---- | ---- | ---- |
| 751  | ↘692 | ↘679 |